# Juozas-Gruodis-Konservatorium Kaunas

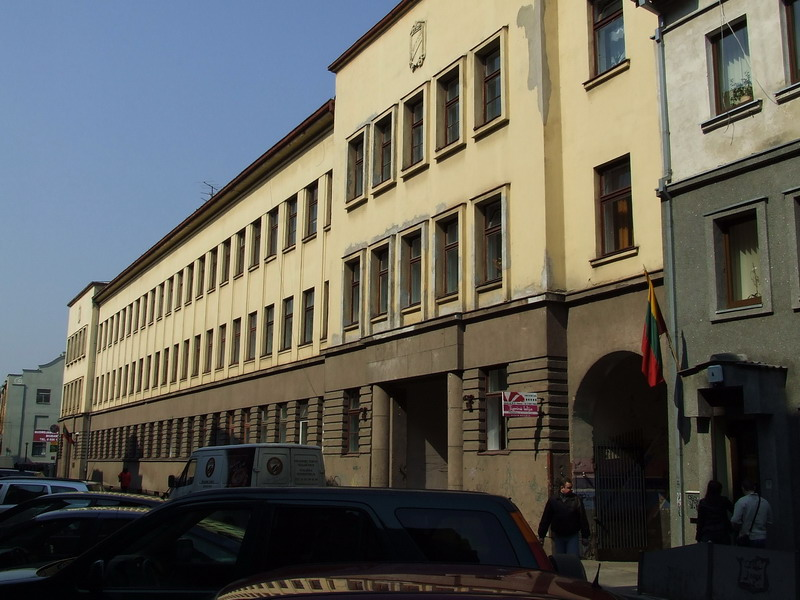
Konservatorium

Das Juozas-Gruodis-Konservatorium Kaunas (lit. Kauno Juozo Gruodžio konservatorija) ist ein Musikgymnasium in der zweitgrößten litauischen Stadt Kaunas. Schulträger ist das Bildungsministerium Litauens.

## Geschichte
1919 gründete Juozas Naujalis eine private Musikschule. Oktober 1920 wurde sie verstaatlicht und Valstybės Muzikos mokykla genannt. Bis 1933 war sie Musikschule Kaunas. 1933 gründete man auf Initiative von Juozas Gruodis eine Musikhochschule, Kauno konservatorija. Das Studium dauerte sechs bis acht Jahre. 1933 gab es 262 Studenten. 1948 wurde der Name von Juozas Gruodis erteilt. 1949 entstand das LTSR konservatorija aus Kauno konservatorija und Vilniaus konservatorija.

## Lehrer
Am Konservatorium lehrten Vytautas Bacevičius, Kazimieras Viktoras Banaitis, Alfonsas Baužinskas, Jonas Bendorius, Povilas Berkavičius, Balys Dvarionas, Vladislava Grigaitienė-Polovinskaitė, Juozas Gruodis (1884–1948), Vladas Jakubėnas, Aleksandras Kačanauskas, Jurgis Karnavičius, Albertas Köhelikas, Oreste Marini, Petras Oleka, Vladimiras Ružickis, Jonas Švedas, Juozas Tallat-Kelpša.

## Schüler
- Jonas Jučas (* 1952), Chordirigent und Politiker, Kultusminister
- Julius Juzeliūnas (1916–2001), Komponist und Musikpädagoge
- Vytautas Landsbergis (*  1932),   Politiker und Musikologe, Professor
- Hermanas Perelšteinas (1923–1998), Chordirigent
- Aivaras Stepukonis (* 1972),  Philosoph und Sänger